# Bandera de la provincia del Chubut
La bandera de la provincia del Chubut, símbolo oficial de la provincia argentina del Chubut, fue adoptada oficialmente el 6 de enero de 2005 mediante la sanción de la Ley Provincial N.º 5292. Previamente la provincia no tenía bandera y se usaba únicamente la bandera de Argentina.

## Características
En el centro de la bandera, de fondo color celeste, se ubica una rueda de engranajes azul que simboliza la producción industrial de la provincia, asomando sobre él un sol naciente definido oficialmente como "un gran sol meridiano, estilizado, simétrico, cuyos rayos rígidos representan los dieciseis departamentos que integran la Provincia y son anuncio de un brillante porvenir". Debajo del sol, en el centro del engranaje, están representados los atributos del escudo provincial:

El Dique Florentino Ameghino, en perspectiva oblicua, obra de fundamental importancia que simboliza la concreción de los esfuerzos para dominar el Río y la conquista de la ingeniería moderna, junto al esfuerzo creador del hombre para el desarrollo de la agricultura, representada por una gran espiga de trigo que sale en forma perpendicular.

Una línea amarilla que cruza el centro de la bandera representa los ríos de la provincia; adicionalmente, al verse cortada por la rueda de engranajes, simboliza las dos etapas históricas del Chubut: el Territorio Nacional y la Provincia. En el campo superior se encuentra una línea blanca zigzagueante como referencia a la Cordillera de los Andes, y en el inferior una línea blanca ondulada que alude al Océano Atlántico.
La definición oficial de la bandera también otorga significado a los colores empleados: el color celeste simboliza el cielo y la hermosura; el amarillo del sol, fuerza, vitalidad, esplendor y la producción agrícola de la provincia; el azul, justicia, lealtad y verdad; y el blanco, pureza y fe.

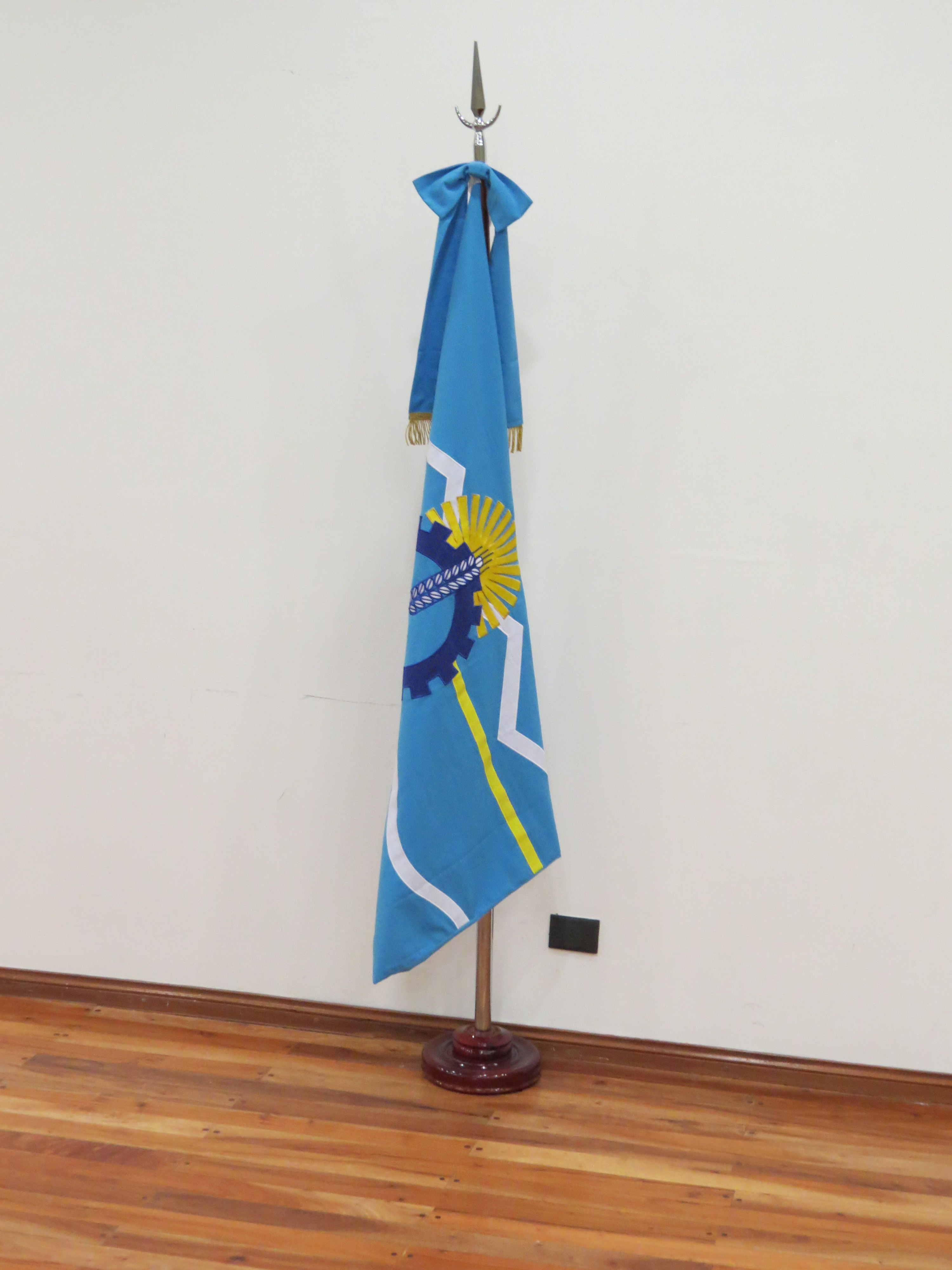
Bandera en la legislatura provincial

La bandera fue diseñada por la licenciada Roxana Vanesa Jones, ganadora del concurso “Creación de la Bandera del Chubut” que contuvo más de 180 trabajos evaluados por un jurado de idóneos en la materia y especialistas en historia provincial.
El diseño premiado se propuso mantener una unidad con el Escudo Provincial, reproduciendo algunos de sus atributos más significativos como "símbolo de unidad entre todos los que han nacido en esta provincia", según señaló la autora.
"Respeta la identidad chubutense y sintetiza aspectos históricos, culturales, estéticos y comunicacionales", detalló Roxana Vanesa Jones.
"La existencia de una bandera provincial representa un símbolo de pertenencia distintivo, exclusivo y específico de la población chubutense respecto de su provincia", sostuvo al respecto el gobernador Mario Das Neves.